# Fabio Van den Bossche
Fabio Van den Bossche (21 september 2000) is een Belgisch weg- en baanwielrenner. Anno 2024 is hij actief bij Alpecin-Deceuninck. Hij is op de baan en weg actief. Zijn grootvader, Willy De Geest was ook actief als professioneel wielrenner.

## Palmares

### Baanwielrennen
| Jaar         | BK                                                  | EK                       | WK                       | OS           | NC                             | Overig                          |
| Nieuwelingen | Nieuwelingen                                        | Nieuwelingen             | Nieuwelingen             | Nieuwelingen | Nieuwelingen                   | Nieuwelingen                    |
| ------------ | --------------------------------------------------- | ------------------------ | ------------------------ | ------------ | ------------------------------ | ------------------------------- |
| 2015         | ploegkoers · puntenkoers · omnium                   |                          |                          |              |                                |                                 |
| 2016         | afvalling · omnium · achtervolging                  |                          |                          |              |                                |                                 |
| Junioren     |                                                     |                          |                          |              |                                |                                 |
| 2017         | ploegkoers · puntenkoers · km                       | ploegkoers · puntenkoers |                          |              |                                |                                 |
| 2018         |                                                     | omnium · ploegkoers      |                          |              |                                |                                 |
| Beloften     |                                                     |                          |                          |              |                                |                                 |
| 2019         |                                                     | ploegenachtervolging     |                          |              |                                |                                 |
| 2020         |                                                     | omnium                   |                          |              |                                |                                 |
| 2021         |                                                     | omnium                   |                          |              |                                |                                 |
| Elite        |                                                     |                          |                          |              |                                |                                 |
| 2018         | derny · puntenkoers · omnium · ploegkoers · scratch |                          |                          |              | Londen: · ploegenachtervolging |                                 |
| 2019         | ploegkoers · scratch                                |                          |                          |              |                                |                                 |
| 2020         |                                                     |                          |                          |              |                                | Aigle: afvalling en puntenkoers |
| 2021         |                                                     | omnium                   |                          |              |                                | Aigle: ploegkoers               |
| 2022         | omnium · ploegkoers                                 | ploegkoers               | ploegkoers · puntenkoers |              | Glasgow: · omnium              | DBCs 3-dagesløb København       |
| 2023         | omnium · achtervolging · ploegkoers · puntenkoers   |                          | puntenkoers              |              |                                |                                 |
| 2024         |                                                     | omnium                   | ploegkoers               | omnium       |                                |                                 |

#### Zesdaagsen
| Nr. | Jaar | Zesdaagse van | Samen met       |
| --- | ---- | ------------- | --------------- |
| 1.  | 2024 | Gent          | Benjamin Thomas |

### Resultaten in voornaamste wedstrijden
| Jaar | Ronde van Italië | Ronde van Frankrijk | Ronde van Spanje |
| ---- | ---------------- | ------------------- | ---------------- |
| 2020 |                  |                     |                  |
| 2021 |                  |                     |                  |
| 2022 |                  |                     |                  |
| 2023 |                  |                     |                  |
| 2024 | 107e             |                     |                  |
| 2025 | 100e             |                     |                  |

| Jaar | Gent-Wevelgem | Ronde van Vlaanderen | Amstel Gold Race | Luik-Bast.‑Luik | Kuurne-Brussel-Kuurne | Waalse Pijl |
| ---- | ------------- | -------------------- | ---------------- | --------------- | --------------------- | ----------- |
| 2020 |               | 67e                  |                  |                 |                       |             |
| 2021 | 84e           | 110e                 |                  |                 | opgave                |             |
| 2022 |               |                      |                  |                 |                       |             |
| 2023 |               |                      | opgave           | 88e             |                       | 137e        |
| 2024 |               |                      |                  |                 |                       |             |
| 2025 | 82e           |                      |                  |                 |                       |             |

### Resultaten in kleinere rondes
| Jaar | UAE Tour | Tirreno-Adriatico | Ronde van Hongarije | Ronde van Romandië | Critérium du Dauphiné | Ronde van Polen | Ronde van Guangxi |
| ---- | -------- | ----------------- | ------------------- | ------------------ | --------------------- | --------------- | ----------------- |
| 2020 |          |                   | 55e                 |                    |                       |                 |                   |
| 2021 |          |                   | 11e                 |                    |                       |                 |                   |
| 2022 |          |                   | 33e                 |                    |                       | opgave          |                   |
| 2023 | 105e     |                   |                     | 111e               | 105e                  |                 | 53e               |
| 2024 | 52e      | 96e               |                     |                    |                       |                 |                   |

## Ploegen
- 2020 –  Sport Vlaanderen-Baloise
- 2021 –  Sport Vlaanderen-Baloise
- 2022 –  Alpecin-Fenix
- 2023 –  Alpecin-Deceuninck
- 2024 –  Alpecin-Deceuninck
- 2025 –  Alpecin-Deceuninck

Anderson · Ballerstedt · Bax · Bayer · De Bondt · De Tier · Dillier · Gaze · Gogl · Janssens · Krieger · Leysen · Mareczko · Merlier · Meurisse · Oldani · Philipsen · Planckaert · Rickaert · Riesebeek · Sbaragli · Stannard · Taminiaux · Thwaites · Van Den Bossche · D. van der Poel · M. van der Poel · Van Keirsbulck · Vermeersch · Vermote · Vine
Ballerstedt · Bayer · Conci · De Bondt · Dillier · Gaze · Ghys · Gogl · Groves · Hermans · Janssens · Kragh Andersen · Krieger · Leysen · Mareczko · Meurisse · Oldani · Osborne · Philipsen · Planckaert · Plowright · Rickaert · Riesebeek · Sbaragli · Sinkeldam · Stannard · Taminiaux · Van Den Bossche · van der Poel  · Vermeersch
Ballerstedt · Bayer · Boven · Conci · Dillier · Gaze · Ghys · Gogl · Groves · Hermans · Hollmann · Janssens · Kielich · Kragh Andersen · Laurance · Leysen · Meurisse · Osborne · Philipsen · Planckaert · Plowright · Rickaert · Riesebeek · Sinkeldam · Uhlig · Van Den Bossche · van der Poel  · Van Tricht · Vergallito · Vermeersch
Bayer · Boven · Debruyne · Dehairs · Del Grosso · Dillier · Gaze · Ghys · Glivar · Gogl · Groves · Hermans · Hollmann · Janssens · Kielich · Meurisse · Philipsen · Planckaert · Plowright · Price-Pejtersen · Rickaert · Riesebeek · Uhlig · Van Den Bossche · van der Poel · Van Tricht · Vergallito · Vermeersch